# Cloesia digna
Cloesia digna là một loài bướm đêm thuộc phân họ Arctiinae, họ Erebidae.